# Akke Malmeström
Akke Hugh Malmeström, född 6 maj 1894 i Göteborg, död 1968, var en svensk målare, grafiker och konsthantverkare.
Han var son till köpmannen John Daniel Malmeström och Amy Ogden samt gift första gången 1919 med Ingrid Möller och andra gången 1928 med Maria Prins och far till Akke Björn Malmeström.
Malmeström studerade konst för Harald Biljer-Hedgren i Göteborg och därefter vid Kunstgewerbeschule och Konstakademin i München 1911-1915 samt vid dem bayerska Mosaikanstalten. Han företog studieresor till Rom för att bedriva mosaikstudier i Vatikanen. Under åren 1922-1924 vistades han i Paris och tog del av undervisningen vid Académie Colarossi, Han var därefter verksam i Hamburg under sex års tid. Separat ställde han ut i Rom 1916, tillsammans med David Jette och Else Hermansson ställde han ut i Sundsvall 1944. Han medverkade i några av Sveriges allmänna konstförenings utställningar och ett flertal med Dalarnas konstförening i Falun.  
Bland hans offentliga arbeten märks en marmormosaik för Siljansnäs kyrka, en marmorutsmyckning för Garpenbergs kyrka och mosaikarbeten på gamla rådhusets fasad i München.
Hans konst består av folklivsskildringar så som bröllop och midsommarfirande från Dalarna, landskap, träsnitt. Malmeström är representerad vid Örebro läns museum och Leksands konstmuseum.